# Милая (фильм, 2019)
«Милая» (англ. Sweetheart) — американский фильм ужасов 2019 года режиссёра Джастина Дилларда и продюсера Джейсона Блума. Фильм повествует о девушке, которая потерпела кораблекрушение и попала на остров, который терроризирует морское чудовище. Мировая премьера картины состоялась 28 января 2019 года на кинофестивале «Сандэнс», а 22 октября 2019 года она появилась на стриминговых платформах.

## Сюжет
После того как корабль Дженнифер Ремминг терпит крушение во время шторма, она оказывается на небольшом тропическом острове. Первым же делом она находит своего друга Брэда, вместе с которым была на корабле. Вскоре Брэд умирает от ран. Исследуя остров, Дженнифер обнаруживает там вещи и могилы семьи, некогда проживавшей здесь. Она хоронит Брэда, закапывая его в песок, однако на следующее утро обнаруживает могилу раскопанной, а кровавый след от могилы ведет к океану.
На следующий день Дженнифер находит таинственную воронку на дне океана. Той же ночью она впервые встречает морское чудовище. Ей удается убежать и спрятаться. Спустя несколько дней на берег выбрасывает рассеченный напополам труп Зака, ещё одного пассажира корабля. Дженнифер использует тело Зака как приманку, чтобы разглядеть монстра поближе. Ночью Дженнифер сталкивается с чудовищем у гамака и протыкает его заостренной палкой.
На следующий день к берегу приплывает спасательный плот с двумя другими потерпевшими кораблекрушение — Лукасом Гриффином и Мией Рид — которые являются парнем и подругой Дженнифер. Дженнифер сообщает им о морском монстре, терроризирующем пляж, однако те ей не верят. Тогда она решает выкрасть плот, однако Лукас и Мия вовремя останавливают её. Они бьют её веслом по голове и привязывают к дереву. Между Дженнифер и Лукасом состоится разговор, во время которого тот признается, что это он убил Зака. Тем временем на пляже морское чудовище нападает на Мию и утаскивает её под воду. Лукас и Дженнифер становятся свидетелями этого, они спускают плот на воду и уплывают. Вскоре на плот нападает чудовище, оно топит его и хватает Дженнифер. Дженнифер ранит монстра перочинным ножом Лукаса, после чего тот отпускает её и плывет к плоту, чтобы расправиться с Лукасом.
Оставшись одна на острове, Дженнифер решает отмстить за друзей и дать отпор морскому чудовищу. Она заманивает его в ловушку из сухой травы и веток, после чего поджигает её. С помощью заостренного копья она наносит монстру несколько ран. Чудовище преследует её до пляжа, однако вскоре падает от ран. Дженнифер обезглавливает монстра и несет его голову к плоту.

## Актёрский состав
| Актёр               | Роль              |
| ------------------- | ----------------- |
| Кирси Клемонс       | Дженнифер Ремминг |
| Эмори Коэн          | Лукас Гриффин     |
| Ханна Мэнган-Лоренс | Миа Рид           |
| Эндрю Кроуфорд      | Морское чудовище  |
| Бенедикт Сэмюэл     | Брэд              |

## Производство
Фильм был снят менее чем за месяц. Локацией послужил частный остров возле островов Маманута на Фиджи. Режиссёр фильма Джастин Диллард сказал: «Мы жили на главном острове архипелага и каждый день по полчаса ездили на гораздо меньший остров под названием Остров Баунти (также известный как Кадавулайлай). По сути, мы просто арендовали весь остров, а офисами и трейлерами служили бунгало».

## Критика
На Rotten Tomatoes фильм имеет рейтинг одобрения 93 % на основе 41 рецензии со средней оценкой 7,00/10. Консенсус критиков сайта гласит: «Вдохновленная игрой Кирси Клемонс, „Милая“ имеет как умный подтекст, так и остросоциальный комментарий с эффектными сценами, присущими жанру ужасов».